# كأس أندورا 2012
كأس أندورا 2012 هو الموسم 20 من كأس أندورا. أقيم خلال الفترة 15 يناير 2012 وحتى 27 مايو 2012، وأشرف على تنظيمه اتحاد أندورا لكرة القدم، وكان عدد الأندية المشاركة فيه 18، وفاز فيه نادي سانتا كولوما.